# Jahrmarkt der Liebe
Jahrmarkt der Liebe (Originaltitel State Fair) ist ein US-amerikanischer Musicalfilm, bei dem Walter Lang Regie führte. Es handelt sich um das erste Musical, das Rodgers & Hammerstein direkt für die Leinwand schrieben. Die Hauptrollen sind mit Jeanne Crain, Dana Andrews, Dick Haymes und Vivian Blaine besetzt. Die Geschichte basiert auf Philip Stongs gleichnamigem Roman von 1932.
Der Film wurde 1946 mit dem Oscar für den „Besten Song“ ausgezeichnet. Bei der Nominierung für den Oscar für die „Beste Filmmusik in einem Musikfilm“ blieb es bei der Nominierung.

## Handlung
Die Mitglieder der Familie Frake im Staat Iowa treffen ihre Vorbereitungen für ihre wie in jedem Jahr anstehende Reise zum großen Jahrmarktsfest. Vater Abel Frake will mit seinem Zucht-Eber „Blue Boy“ an einem Wettbewerb teilnehmen und Mutter Melissa will ihre selbst eingelegten Gurken und Hackfleischpasteten zur Wahl stellen. Dave Miller, ein Nachbar und Getreidehändler, wettet mit Abel, dass sein „Blue Boy“ den Wettbewerb nicht gewinnen werde, und zitiert den amerikanischen Schriftsteller Ralph Waldo Emerson. Abel begibt sich zurück ins Haus, wo seine Frau Melissa ihr Hackfleisch zubereitet. Als sie kurz ans Telefon muss, „verfeinert“ Abel das Mett mit einem ordentlichen Schuss Brandy. Melissa, die davon nichts weiß, gießt noch einmal Brandy nach. Wayne, der Sohn der Frakes, übt in der Scheune Reifenwerfen, womit er ein bestimmtes Ziel verfolgt. Margy Frake, die Tochter der Familie, spürt eine innerliche Unruhe, die sie sich selbst nicht erklären kann und freut sich auf den Jahrmarkt, der endlich mal eine Abwechslung vom Farmalltag bietet. Als ihr Freund Harry Ware vorbeischaut, erzählt er ihr, dass er sie leider aus Zeitgründen nicht zu dem Volksfest begleiten könne und macht einseitige Zukunftspläne, die so gar nicht Margys Vorstellungen entsprechen. Die Ironie ihrer Bemerkungen überhört er geflissentlich. Auch Waynes Freundin Eleanor hat ihm eine Absage für den Besuch des Jahrmarkts erteilt, so dass die Geschwister in leicht melancholischer Stimmung anreisen. Wayne sucht gezielt die Wurfbude auf und bringt deren Besitzer zur Weißglut, da jeder Wurf ein Treffer ist. Als er auch noch meint, die Preise würden überhaupt nichts taugen, wird der Mann immer wütender und will Wayne keine Ringe mehr geben. Plötzlich taucht eine rothaarige junge Frau auf, die meint, das müsse er, sonst könne er seinen Laden dichtmachen. Auf den Einwand des Budenbesitzers verweist sie auf ihren Vater, der der Polizeichef sei. Dann wendet sie sich an Wayne, der ihr erzählt, dass er inzwischen so gut werfen könne, weil ihm der Besitzer im vorigen Jahr acht Dollar abgenommen habe für eine Pistole, die er unbedingt hätte haben wollen, und als er sie dann gehabt habe, habe er feststellen müssen, dass es sich nur um eine Imitation, eine billige Spielzeugpistole gehandelt habe. Das habe ihn sauer gemacht. Die junge Dame bringt den Budenbesitzer dazu, Wayne seine acht Dollar zurückzugeben und er verspricht im Gegenzeug, an seiner Bude nie wieder Ringe zu werfen. Wayne bedankt sich bei ihr und will sie einladen, sie meint jedoch, sie habe einen Termin und vertröstet ihn auf den Abend.
Margy ist inzwischen in eine Achterbahn gestiegen. Ein junger Mann wird von einem Pärchen, das zusammensitzen will, gebeten, doch den Platz neben ihr einzunehmen, was er auch tut. Bei jeder Kurve abwärts schreit Margy entsetzt auf und flüchtet sich in die Arme des Unbekannten. Nach der Achterbahnfahrt trinken sie noch zusammen eine Cola, wobei es nicht bleibt. Zusammen schlendern sie über den Jahrmarkt und haben sich viel zu sagen. Als Margy meint, sie wisse nicht, welche Pläne ihre Familie heute Abend habe, meint er, er sei Reporter und finde sie, da könne sie ganz sicher sein.
Im Schweinepavillon macht Abel Blue Boy zu schaffen. Auch sein Freund Hank nimmt wieder teil. Sein Schwein heißt „Esmeralda“. Freudig begrüßen sich die beiden Männer. Und Blue Boy ist, kaum hat er Esmeralda gesehen, auf einmal auch wieder putzmunter. Inzwischen sind die Geschwister auf dem Jahrmarkt unterwegs und halten wechselseitig Ausschau, ohne sich anmerken lassen zu wollen, dass sie auf jemanden warten. Vom Polizeichef erfährt Wayne, dass er nur eine kleine Tochter habe, da habe ihn wohl jemand vorgeführt. Kurz darauf sieht er die Frau, die es ihm so angetan hat, auf einer Bühne, es ist Emily Edwards, eine Sängerin, die gerade einen Auftritt hat. Hingerissen lauscht er ihr. Diesmal folgt sie seiner Einladung und tanzt auch mit ihm. Margy wiederum bummelt glücklich mit ihrem Journalisten über den Jahrmarkt und auch ihre Höhenangst ist wie weggeblasen. Sie besteigt mit ihm eifrig jedes Karussell. Am nächsten Morgen sind die Geschwister bester Stimmung und singen und tanzen. Später begleitet Margy ihre Mutter zum Wettbewerb Kochkunst, an dem Melissa mit ihren eingelegten Gewürzgurken und Pasteten teilnimmt. Zum Missfallen von Mrs. Frake nimmt auch Mrs. Metcalfe, die voriges Jahr alle Preise gewonnen hat, wieder teil. Der Journalist Pat Gilbert wird inzwischen von seinem Vorgesetzten zurechtgewiesen, er solle ihm eine bessere Story liefern als die von gestern Abend, „Vergnügen auf der Achterbahn“. Die Entscheidung im Wettbewerb „Kochkunst“ wird bekanntgegeben. Bei den süßen Gurken geht der erste Preis erneut an Mrs. Metcalfe, bei den sauren Gurken gewinnt Melissa Frake. Und dann bekommt sie auch noch eine Plakette für ihre Pastetenfüllung, diese Plakette werde höchst selten verliehen, aber ihre Hackfleischfüllung sei die köstlichste, die man je probiert habe, ist die Begründung. Ganz besonders der Preisrichter Hippenstahl konnte gar nicht genug davon kosten. Ein großer Erfolg für Mrs. Frake.
Als Wayne auf Emily wartet, stellt sich ihm ein Mann namens McGee vor, er sei Songpromoter. Emily gibt in ihrem Appartement eine Geburtstagsparty für ihren Gesangspartner Marty, zu der sie auch Wayne gebeten hat. Als Marty ihn dort vorführen will, hat er jedoch Pech. Zusammen mit Emily singt Wayne den ihm von McGee gegebenen neuen Song Isn’t It Kind of Fun. Als Marty ihn anschließend wieder provoziert, schlägt er ihn nieder und will gehen, wird jedoch von Emily gebeten, in einer halben Stunde wiederzukommen. Sie will die übrigen Gästen inzwischen wegschicken. Margy und Pat liegen derweil unter einem Baum und unterhalten sich. Er will dem Mädchen einreden, dass er nicht gut genug für sie sei, macht sich jedoch über seine Gefühle für Margy selbst etwas vor. Bevor Margy geht, lässt sie ihn noch wissen, dass sie niemals einen anderen heiraten könne als ihn.
Die Ebermeisterschaft steht an. Nur noch zwei Eber sind im Rennen Wirbelwind und Blue Boy. Am Ende gewinnt Blue Boy die große Meisterschaft. Abel Frake ist zu Tränen gerührt und seine Familie umarmt ihn glücklich. Pats Vorgesetzter überfällt ihn mit der Nachricht, dass es endlich soweit sei, der Boss habe rotes Licht für Chicago gegeben, aber er müsse sofort los, das Taxi warte schon vor der Tür. Pat kann Margy nicht mehr benachrichtigen. Die junge Frau wartet vergeblich. Auch zwischen Wayne und Emily gibt es Probleme. McGee erzählt Wayne, dass Emily verheiratet sei, allerdings lebe sie seit einem Jahr von ihrem Mann getrennt. Wayne betrinkt sich daraufhin. Margy erinnert sich daran, was Pat ihr am Anfang ihrer Bekanntschaft sagte, dass er einfach nicht mehr auftauchen werde, wenn er nichts mehr von ihr wolle. Der Jahrmarkt ist zu Ende und die Frakes fahren nach Hause. Melitta Frakes muss feststellen, dass ihre Kinder tieftraurig sind. Als später bei den Frakes das Telefon klingelt, ist Pat dran und meint zu Margy, sie werde die Frau eines Kolumnisten. Margy fährt ihm entgegen und fliegt geradezu in seine Arme, während Wayne im Auto vorbeifährt und seine Freundin Eleanor im Arm hält.

## Hintergrund
Die Dreharbeiten fanden vom 3. Januar bis Mitte März 1945 und am 27. April 1945 statt. Gedreht wurde in den Studios von 20th Century Fox sowie auf der Russell Ranch im Gebiet von Thousand Oaks im US-Bundesstaat Kalifornien und der King Farm im Sherwood Forest in Kalifornien in den Vereinigten Staaten. In den USA hatte der Film am 29. August 1945 Premiere auf dem Des Moines-Opening, am 30. August 1945 startete er in den Kinos in den USA und am 5. Oktober 1945 lief er auf dem Los Angeles-Opening. In Deutschland kam er 1949 in die Kinos. In Österreich, wo er unter den Titeln Der große Rummel und Jahrmarkt der Leidenschaften lief, bereits im Jahr 1947. Verweistitel auch Das bunte Karussell.
Für die Hauptrollen des Films sollen auch Maureen O’Hara und Kathryn Grayson sowie Janet Blair für die Rolle der Emily gecastet worden sein. Weiter kursierten in den Hollywood Medien die Namen Alice Faye, Marguerite Belle und Harvey Karels als zur Besetzung gehörend, was sich im fertigen Film aber nicht bestätigte. Außerdem erwog Twentieth Century-Fox die Anstellung von Agnes DeMille als Regisseurin für die Tanzszenen im Film. Drehbücher vom 8. Mai sowie vom 16. November 1944 wurden von Joseph Breens Büro abgelehnt, da sie eine Sex-Affäre zwischen Emily und Wayne enthielten. Aufzeichnungen des Studios belegen, dass schriftliche Genehmigungen von Ronald Colman, Charles Boyer und Bing Crosby zur Verwendung ihrer Gesangsstimmen vorlagen. Spätere Quellen geben als Gesangsstimme von Jeanne Crain Lou Ann Hogan an. Die junge Schauspielerin wurde durch diesen Film zum Star. Dana Andrews, der ausgebildeter Opernsänger war, meinte später, dass er dem Studio nichts gesagt habe, weil er gedacht habe, der für seine Gesangsnummern engagierte Sänger habe den Job gebraucht. Für Dick Haymes, der Sänger war, und unter anderem mit den Bands von Harry James, Benny Goodman und Tommy Dorsey aufgetreten war und auch eine eigene Radioshow moderierte, war dies seine erste größere Filmrolle. Vivian Blaine war eine ehemalige Nachtclubsängerin.
Am 24. Juni 1946 traten Dick Haymes, Jeanne Crain und Vivian Blaine in ihren Rollen für Lux Radio Theater Broadcast auf. Am 26. August 1948 strahlte Hallmark Playhouse die Geschichte aus. Die Verfilmung von 1945 wurde 1976 im Fernsehen der USA unter dem Titel It Happened One Summer ausgestrahlt. Rodgers und Hammersteins Musical-Version der Geschichte von 1945, mit zusätzlichen Liedern aus anderen ihrer Musicals, lief am 27. März 1996 am Broadway an.
Der Film ist seit dem 8. Mai 2006 auch in deutscher Sprache auf DVD zu haben. Die Fox-DVD enthält diverse Extras.

### Weitere Verfilmungen
Twentieth Century-Fox hatte bereits 1933 eine musikalische Version von Philip Stongs Roman gedreht, bei der Henry King Regie führte und Will Rogers, Janet Gaynor und Lew Ayres in den Hauptrollen agierten. In Deutschland lief der Film unter dem Titel Jahrmarktsrummel. 1962 erfolgte eine weitere Verfilmung von State Fair mit den ursprünglichen Songs von Rodgers und Hammerstein, sowie weiteren Songs von Rodgers. Oscar Hammerstein war 1960 verstorben, sodass Rodgers auch die Texte für die neuen Songs schrieb. Bei dieser Verfilmung führte José Ferrer Regie, die Hauptrollen waren mit Pat Boone, Ann-Margret und Alice Faye besetzt.

### Musik im Film
- Our State Fair
- It Might as Well Be Spring
- That’s for Me
- It's a Grand Night for Singing
- Isn’t it Kind of Fun?
- All I Owe Ioway

## Kritiken
Der Film war seinerzeit in den USA ein großer Erfolg, der sogar nach sich zog, dass die Jahrmärkte im ganzen Land plötzlich erhöhten Zulauf bekamen. Das Lexikon des internationalen Films meint, „dass es sich um ein heiter volkstümliches Musical mit einer beschwingten Originalmusik von Rodgers und Hammerstein, die mit einem ‚Oscar‘ ausgezeichnet [worden sei]“ handele.
Variety Staff hielt die „neueste Verfilmung nach Philip Stongs Roman für eine Jungen-Mädchen-Geschichte, die mit den Jahren nichts von ihrem Charme verloren habe. Unverwechselbar sei auch die von Rodgers und Hammerstein speziell für den Film geschriebene Musik.“ Die Schauspieler werden für ihre Leistungen gelobt, die Musikstücke besonders hervorgehoben.
Bosley Crowther von der New York Times war der Ansicht, dass diese Version des alten Will Rogers-Films nicht mehr als durchschnittlich sei, mit hin und wieder einem guten Geschmack auf der Zunge. Der größte Teil des Films aber wirke routiniert und die Jungen und Mädchen im Film seien die üblichen Hollywood-Musical-Typen und würden eher in Nachtclubs und Mode-Salons passen als auf einen ländlichen Jahrmarkt. Die meisten ihrer bukolischen Aktionen bestünden darin, einen direkt anzuschauen oder in die Augen eines anderen zu schauen und romantische Lieder zu singen.

## Auszeichnungen
Auf der Oscarverleihung 1946 wurde der Film mit dem Oscar für den „Besten Song“ It Might as Well Be Spring von Richard Rodgers (Musik) und Oscar Hammerstein II (Text) ausgezeichnet. Neben dem Oscar, den Rodgers und Hammerstein für den „Besten Song“ bekamen, erhielt der Film auch eine Oscarnominierung für die „Beste Filmmusik“ in einem Musikfilm. Nominiert waren Charles Henderson und Alfred Newman. Der Oscar ging an George E. Stoll für seine Musik in dem Musicalfilm Urlaub in Hollywood (Anchors Aweigh).